# نادي ليتكس لوفتش
نادي ليتكس لوفتش (بالبلغارية: ПФК Литекс Ловеч)‏ هو نادي كرة قدم في بلغاريا تأسس في 1921 يقع في لوفتش. يلعب في الدوري الثالث. يدربه جيفكو جيليف.

## وصلات خارجية
- الموقع الرسمي